# 小行星5086
小行星5086（5086 Demin）是一颗绕太阳运转的小行星，为主小行星带小行星。该小行星于1978年9月5日发现。

## 轨道参数
小行星5086的轨道半长轴为2.1766353 UA，离心率为0.114。